# M20 (missile)
L'M20 era un missile balistico lanciato da sottomarini (SLBM) a raggio intermedio, o con la notazione francese MSBS, per Mer-Sol Balistique Stratégique (mare-terra balistico strategico).
In dotazione della FOST (Force océanique stratégique française) dal 1977 come deterrente nucleare dei sottomarini SNLE della Classe Le Redoutable dalla Marine nationale.
I missili M20, con la testata nucleare TN 60 prima e TN 61 (la stessa dell'IRBM S3) successivamente, sono entrati in servizio nel 1977 in sostituzione dei precedenti missili M2, sono stati rimpiazzati a partire nel 1991 dai missili M4.